# Dasychira coreana
Dasychira coreana är en fjärilsart som beskrevs av Matsumura 1927. Dasychira coreana ingår i släktet Dasychira och familjen tofsspinnare. Inga underarter finns listade i Catalogue of Life.